# Hansel y Gretel
Hansel y Gretel (en alemán, Hänsel und Gretel) es un cuento de hadas alemán recogido por los hermanos Grimm y publicado en 1812. En la colección de cuentos de los Hermanos Grimm, Hansel y Gretel (Hänsel und Gretel) es el n.º 15. Corresponde al tipo 327-A de la clasificación de Aarne-Thompson: Hansel y Gretel.
Hansel y Gretel son unos hermanos que son abandonados en un bosque y caen en manos de una bruja que vive en una casa de pan de jengibre, pasteles y caramelos. La bruja, que tiene intenciones canibalistas, pretende engordar a Hansel para luego comérselo. Sin embargo, Gretel salva a su hermano empujando a la bruja a su propio horno, matándola y escapando con el tesoro de la bruja.
En algunas ediciones antiguas españolas, los nombres de los hermanos Hansel y Gretel se traducen a Juanito y Margarita o cambian por Pedro y Margarita.[cita requerida]

## Argumento del cuento de los Hermanos Grimm
Dos hermanos, una niña llamada Gretel y un niño llamado Hansel, hijos de un leñador, viven con su padre y su madrastra cerca de un bosque, la madrastra odiaba a los niños. Como eran muy pobres, a la madrastra se le ocurrió la idea de llevar a los niños a la parte más profunda del bosque y dejarlos allí abandonados. El padre no quería porque amaba tanto a sus hijos, pero tanto insistió su mujer que finalmente lo convenció. Una noche, mientras los dos niños estaban a punto de dormir, oyeron la decisión de sus padres. Entonces, Hansel juntó un puñado de piedras blancas y las guardó en el bolsillo.
A la mañana siguiente se levantaron temprano para cumplir el plan tramado, Hansel, disimuladamente, iba arrojando piedrecitas para no perderse y poder regresar al hogar junto con su hermana.
Ya en el bosque los niños cansados se durmieron; al despertar en la noche, se dieron cuenta de su soledad pero gracias a las piedrecitas arrojadas por Hansel les fue fácil retornar a su casa. Esto mismo se repitió en varias ocasiones, porque cuando la familia no tenía qué comer, llevaban a los niños al bosque y los desorientaban.
Sin embargo, un día Hansel señaló el camino con miguitas de pan en vez de piedrecitas y los pájaros se las comieron. No pudieron regresar ni salir del bosque y así anduvieron tres días perdidos. De pronto llegaron a una extraña casita de chocolate, bizcochuelos y ventanas de azúcar. Hansel se subió al tejado y le dio un mordisco; Gretel empezó a comer los cristales de azúcar de una ventana. De pronto se abrió la puerta de la casa y apareció una mujer muy vieja apoyada en un bastón. Los niños se asustaron, pero ella con su actitud bondadosa los convenció para que entraran, les sirvió una cena deliciosa y les preparó dos camas primorosas para dormir. Aquella mujer era una bruja muy mala; con su casa hecha de golosinas atraía a los niños; luego los encerraba, los mataba y los asaba para comérselos. Así hizo al día siguiente con Hansel: lo encerró en un corral y ordenó a Gretel llevarle el agua y la comida para hacerlo engordar hasta tenerlo listo. A las cuatro semanas, Gretel se vio obligada a ayudar a la bruja en todos los preparativos para matar y guisar a su hermano. Cuando la malvada mujer metió la cabeza en la boca del horno para ver si estaba caliente, Gretel le dio un empujón, la hizo caer dentro y cerró la puerta. Luego buscó a su hermano y lo liberó. Antes de salir de la casa de la bruja, se llenaron los bolsillos de perlas y brillantes que ésta tenía escondidos. Caminaron muchas horas, llegaron a un río y un patito los pasó a la otra orilla; luego les fue fácil reconocer el camino a casa. Cuando arribaron, el padre lloró de alegría. El papá había quedado viudo nuevamente.  Los niños vaciaron sus bolsillos y rodaron por el suelo las piedras preciosas, el padre se puso muy contento y los chicos con él. Se habían vuelto ricos, desde ese día vivieron felices los tres juntos.

## Origen

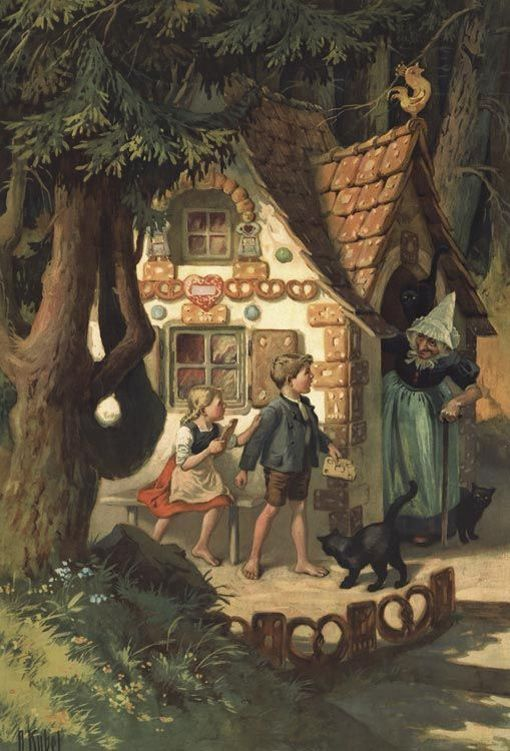
Otto Kubel (1868-1951)

### Ediciones
Desde el manuscrito previo a la publicación de 1810 (Das Brüderchen und das Schwesterchen) hasta la sexta edición de Kinder- und Hausmärchen (Cuentos de hadas de los hermanos Grimm) en 1850, los hermanos Grimm introdujeron varias modificaciones en el cuento, que fue ganando progresivamente en extensión, motivación psicológica e imaginería visual, pero también se hizo más cristiano en su tono, desplazando la culpa del abandono de una madre a una madrastra asociada con la bruja.
En la edición original del cuento, la mujer del leñador es la madre biológica de los niños, pero también se la llamó "madrastra" a partir de la 4ª edición (1840) De hecho, los hermanos Grimm introdujeron la palabra "madrastra", pero mantuvieron "madre" en algunos pasajes. Incluso su versión final en la 7.ª edición (1857) no deja claro su papel, ya que se refiere a la mujer del leñador dos veces como "la madre" y una como "la madrastra".
La escena en la que el pato les ayuda a cruzar el río también es un añadido posterior. En algunas versiones posteriores, la madre murió por causas desconocidas, abandonó a la familia o se quedó con el marido al final de la historia. En el manuscrito previo a la publicación de 1810, los niños se llamaban "Hermanito" y "Hermanita", y luego se llamaron Hänsel y Gretel en la primera edición (1812). Wilhelm Grimm también adulteró el texto con dialectos alsacianos, "reapropiados" de la versión alsaciana de August Ströber (1842) para dar al cuento un tono más "folclórico".
Goldberg señala que, aunque "no cabe duda de que el Hänsel und Gretel de los Grimm fue reconstruido, lo fue, sin embargo, a partir de elementos tradicionales", y sus propios narradores anteriores habían estado "reconstruyendo este pequeño cuento con otros motivos tradicionales durante siglos".  Por ejemplo, el pato que ayuda a los niños a cruzar el río puede ser el remanente de un antiguo motivo tradicional del conjunto de cuentos populares que fue reintroducido por los Grimm en ediciones posteriores.

## Análisis
Según el folclorista Jack Zipes, el cuento celebra el orden simbólico del hogar patriarcal, visto como un refugio protegido de los personajes peligrosos que amenazan la vida de los niños en el exterior, mientras que denigra sistemáticamente a los personajes femeninos adultos, aparentemente entrelazados entre sí. La muerte de la madre o madrastra poco después de que los niños maten a la bruja sugiere que pueden ser metafóricamente la misma mujer. Zipes también argumenta que la importancia del cuento en la tradición oral y literaria europea puede explicarse por el tema del abandono y abuso infantil. Debido a las hambrunas y a la falta de control de la natalidad, en la Europa medieval era habitual abandonar a los niños no deseados delante de las iglesias o en el bosque. La muerte de la madre durante el parto a veces provocaba tensiones después de volver a casarse, y Zipes propone que puede haber desempeñado un papel en la aparición del motivo de la madrastra malvada.
El lingüista y folclorista Edward Vajda ha propuesto que estas historias representan el remanente de un coming-of-age, rite of passage cuento existente en Proto-Indo-European society. El psicólogo Bruno Bettelheim sostiene que el motivo principal gira en torno a la dependencia, la avidez oral y los deseos destructivos que los niños deben aprender a superar, después de llegar a casa "purgados de sus fijaciones orales". Otros han destacado los satisfactorios efectos psicológicos de que los niños venzan a la bruja o se den cuenta de la muerte de su malvada madrastra.

### Interpretaciones psicoanalíticas y de otro tipo

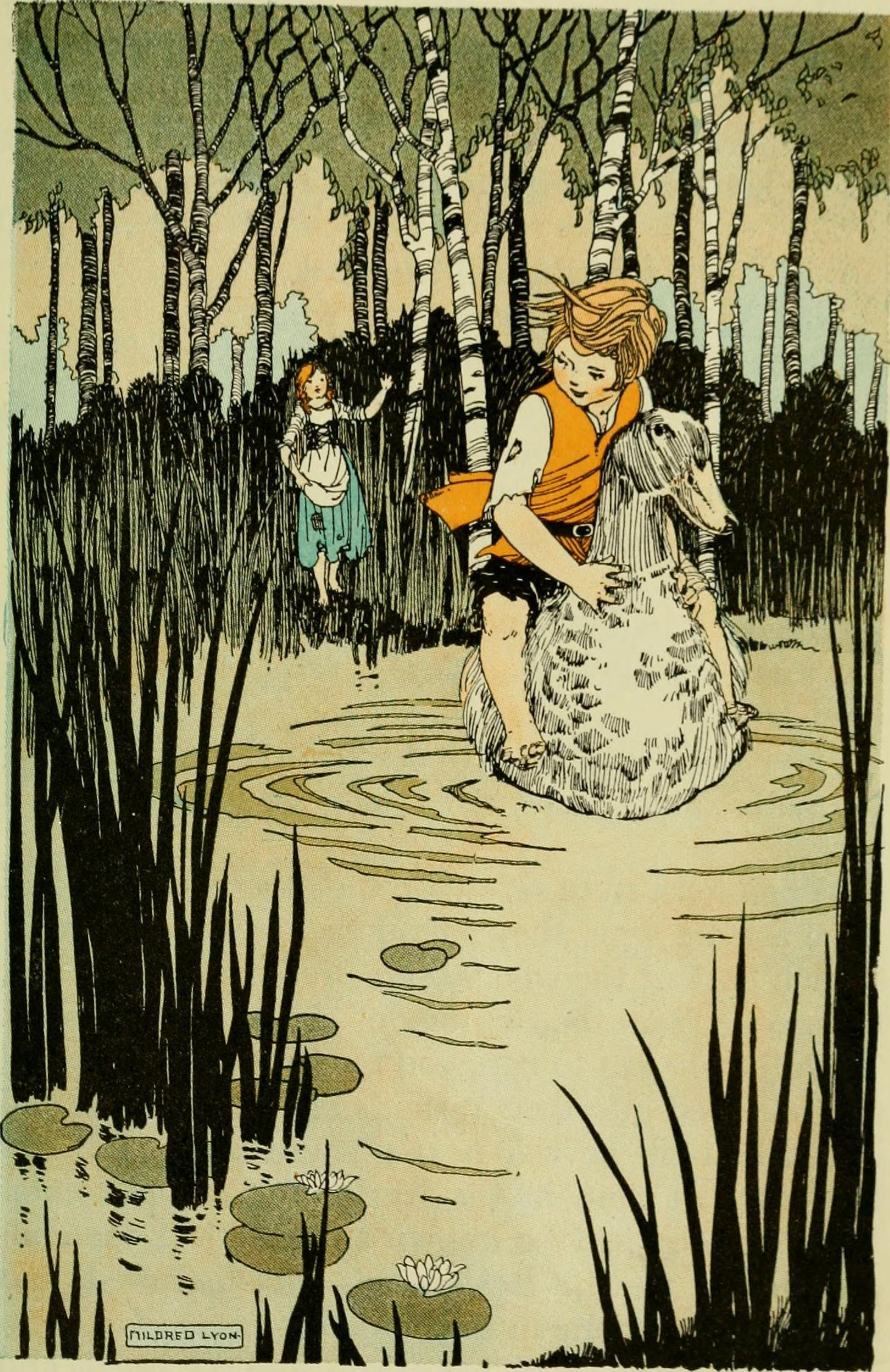
ilustración de Mildred Lyon, 1922.

El antroposofista Rudolf Steiner entiende la paloma y el "viento" como el espíritu que entra en la casa del cuerpo, donde la materia abusa de él hasta que el alma lo purifica. Según Hedwig von Beit, la bruja que da de comer aparece como un Gran Madre, aquí deslumbrante en fantasías infantiles de deseo. Un pájaro la guía, es decir, la intuye soñando. La transformación tiene lugar en el fuego interior de la pasión (cf. KHM 43, 53). En este proceso, el horno es también un símbolo de la Gran Madre, por lo que se destruye a sí misma y, con ello, también a su contraimagen de madrastra fracasada. Según Bruno Bettelheim, la situación inicial encaja con el miedo infantil generalizado a ser expulsado por los padres y tener que pasar hambre. La señalización del camino de Hansel con guijarros sigue siendo apropiada, pero la segunda vez que sucumbe a la regresión oral, el pan como imagen de la comida pasa a primer plano. Esto también es evidente en el hecho de que los niños pueden comer de la casa de pan de jengibre. Al mismo tiempo, la casa de pan de jengibre es también una imagen del vientre (materno), que alimenta al niño antes y después del nacimiento. Pero los niños tienen que aprender a emanciparse de él. La gran agua que los niños cruzan a su regreso, sin haberla encontrado antes, simboliza el paso de maduración que dan los niños al planear y tomar su destino en sus propias manos. Gretel sabe que debe hacerlo sola. Como Hansel es el salvador al principio del cuento y Gretel al final, los niños aprenden a confiar en sí mismos, en los demás y en sus compañeros. 
Ahora son un "apoyo" para el hogar paterno e incluso contribuyen a acabar con la pobreza gracias a los tesoros que traen consigo (en la vida real, al alcanzar la edad adulta, ya que en la actualidad, se ha enfatizado en la Planificación Familiar y que los menores deben estar bajo la tutela legal de un tutor mayor de edad).  Para Friedel Lenz, el pobre leñador es un pensador gris cuya alma viva ha muerto, el sentimiento y la voluntad quedan huérfanos y sucumben a la tentación oculta. Cuando el deseo ardiente se convierte en el fuego de la purificación, la visión se ensancha en la gran agua. El pato pertenece al carro solar de Apolo, a los templos indios o al cuento ruso Elena la bella. Ortrud Stumpfe afirma que en Hansel y Gretel falta un desarrollo efectivo: Los niños burlan a la aburrida fuerza de la naturaleza, pero luego simplemente regresan al entorno infantil.

#### Interpretaciones contemporáneas
En varias obras literarias infantiles y adultas de la época, los dulces eran considerados lujos reservados para las personas de clase alta y completamente inaccesibles para las personas de bajos recursos. Hoy en día, debido a los alarmantes niveles de obesidad, sobrepeso y diabetes infantil, se los cataloga como productos a ser consumidos con moderación por su alto contenido en azúcar procesada y grasa saturada. En este sentido, la bruja dejaría de simbolizar a una madre que abandona a sus hijos o que les impone límites y disciplina a sus hijos y pasa a representar a los trastornos médicos anteriormente mencionados, incluso a las caries, y la casa de caramelos y chocolates altos en grasa y azúcar sería el anzuelo utilizado por la bruja para hacer que los niños caigan en estos males al comerlos en exceso, comprometiendo su salud por el resto de sus vidas.[cita requerida]